# Esmoriz
Esmoriz est une ville (vila) et une paroisse civile (freguesia) portugaise de la municipalité d'Ovar dans le district d'Aveiro, en région Centre et sous-région de la Région d'Aveiro.

## Géographie
La ville est divisée en 3 secteurs principaux : le secteur urbain, la plage et la forêt. Cependant, la ville est composée principalement d'éléments urbains. Le secteur urbain abrite principalement des familles de la classe moyenne à supérieure, et les types d'habitations les plus courants sont les appartements, généralement dans des immeubles d'appartements de 3 étages.
Malgré le thème urbanisé qui caractérise Esmoriz, plusieurs espaces verts sont répartis dans toute la ville. Le secteur forestier est peu habité et majoritairement constitué de pinèdes. Le parc environnemental de Buçaquinho est un espace vert partagé avec la ville voisine de Cortegaça, au sud, ouvert en 2013 sur le site d'une ancienne station d'épuration. La Barrinha de Esmoriz, au nord-ouest de la ville, est une lagune d'eau saumâtre d'environ 400 hectares classée site d'importance communautaire (réseau Natura 2000) pour son avifaune.
Le secteur de la plage d'Esmoriz est située à l'ouest de la ville, sur l'océan Atlantique. Point touristique de la région pendant l'été, il englobe le Pinhal d'Aberta, une zone principalement résidentielle qui abrite les maisons et les résidences d'été les plus luxueuses de la ville.

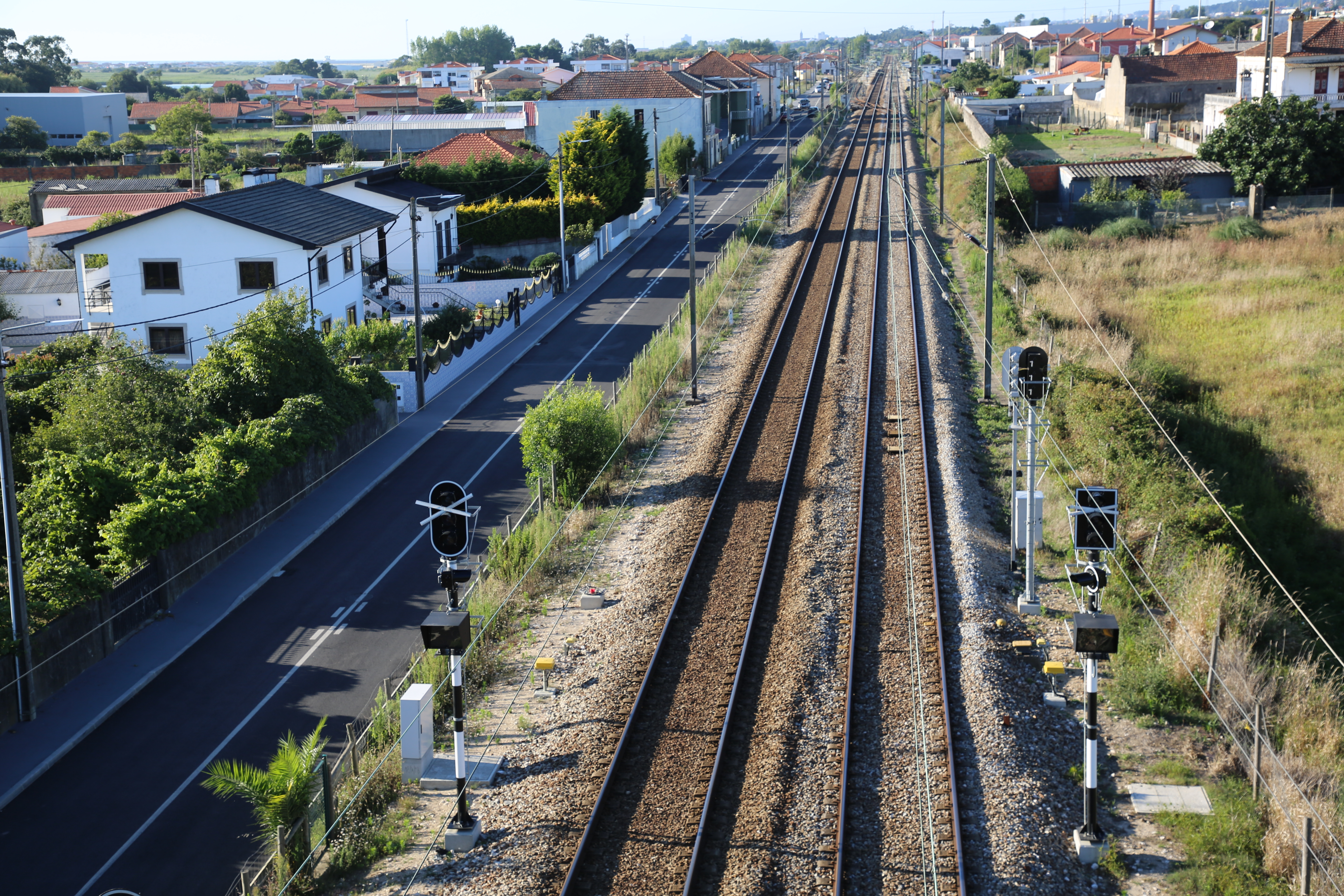
La voie ferrée traversant une partie urbanisée d'Esmoriz.
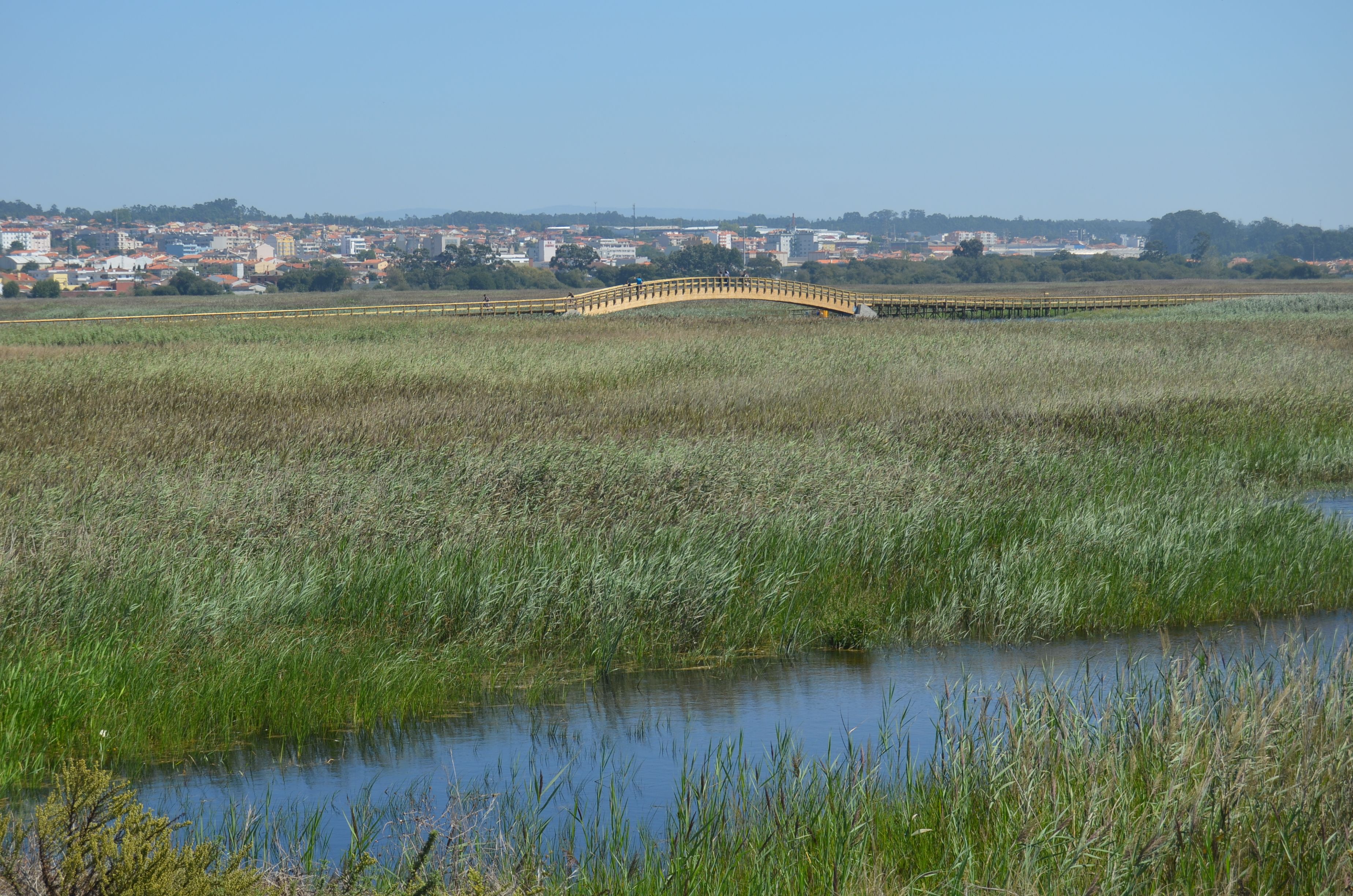
La Barrinha de Esmoriz.
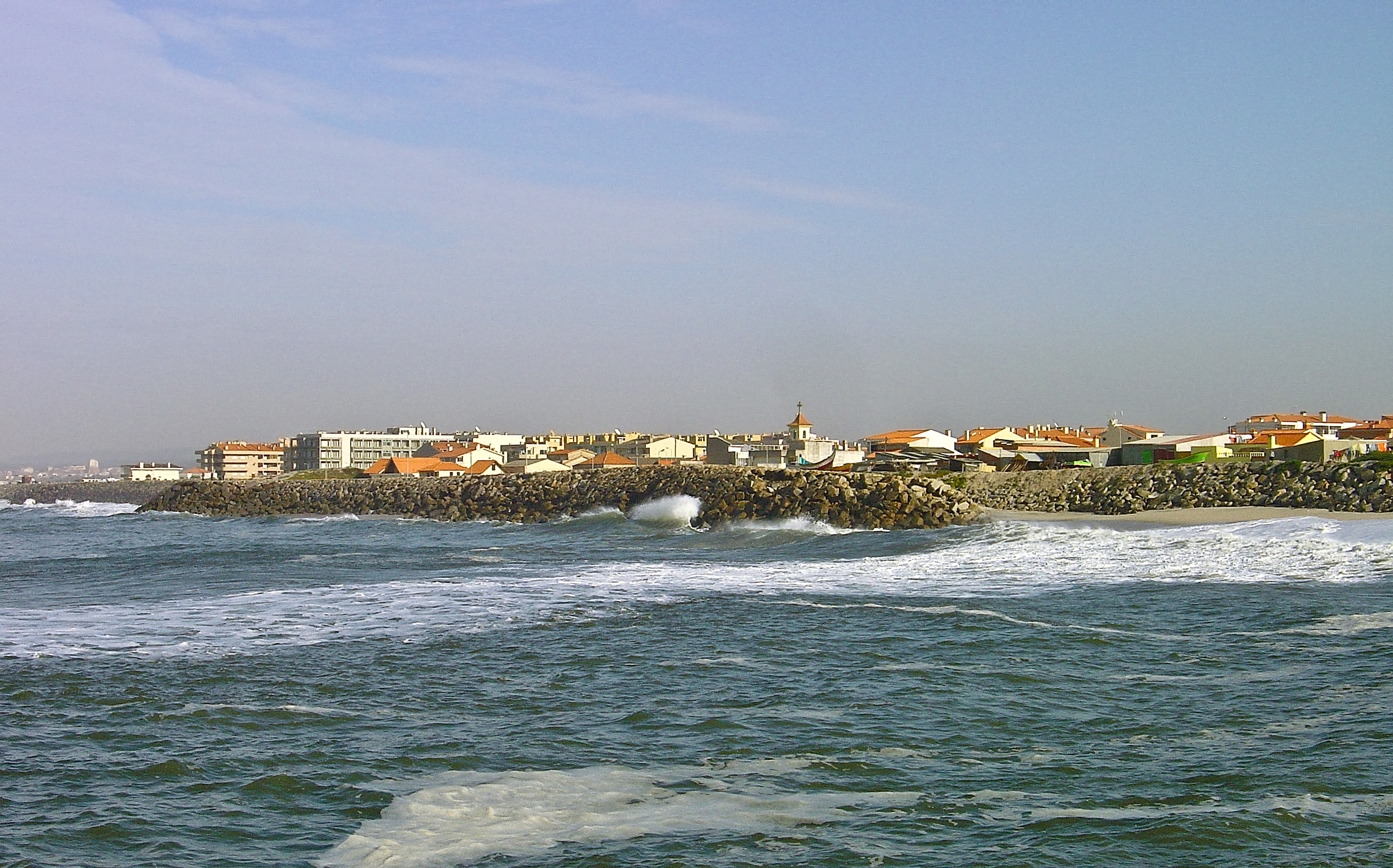
Le secteur de la page d'Esmoriz.

## Économie
Les petites entreprises sont courantes, telles que les primeurs et les magasins de proximité répartis dans toute la ville, mais il existe également de grandes infrastructures commerciales telles que Pingo Doce, Continente, Minipreço et Intermarché. Plusieurs librairies et magasins de matériel informatique sont disponibles, avec un salon de coiffure occasionnel et un magasin de vêtements disponibles. 

## Démographie
Lors du recensement de 2021, Esmoriz compte 11 922 habitants. C'est ainsi la deuxième paroisse la plus peuplée de la municipalité d'Ovar, derrière Ovar, São João, Arada e São Vicente de Pereira Jusã (29 431 habitants).

## Jumelage
- Draveil (France)